# Bijaipur
Bijaipur fou un estat tributari protegit, una de les thikanes de Mewar, centrada en un llogaret amb aquest nom al Rajasthan amb un important castell, a l'altiplà de la serralada de Vindhyachal al sud del Rajasthan. El castell és del segle XVI i avui dia és un hotel dirigit per Saheb Narendra Singh, cap de l'antiga família governant local, dels rajputs siodia, clan shaktawat amb títol de rawat. Fou construït per rao Shakti Singh, germà petit del maharana Pratap Singh, per defensar la zona contra les invasions procedents del centre de l'Índia, ja que tenia vistes a la vall, al llac i al poble. La thikana estava formada per 90 pobles i fou concedida pel rana d'Udaipur o Mewar a Vijai Singh, quart fill del rawat Narhar Das de Bansi.

## Llista de rawats
- 1. Rawat VIJAI SINGH
- 2. Rawat KUSHAL SINGH
- 3. Rawat LAL SINGH
- 4. Rawat JAIT SINGH
- 5. Rawat ACHAL DAS
- 6. Rawat BAKHAT SINGH
- 7. Rawat BAHADUR SINGH
- 8. Rawat MOKHAM SINGH
- 9. Rawat BHAIRAV SINGH
- 10. Rawat MADHO SINGH
- 11. Rawat JAVAN SINGH
- 12. Rawat NAWAL SINGH
- 13. Rawat PRATAP SINGH
- 14. Rawat RAM SINGH
- 15. Rawat Rao NARENDRA SINGH